# نقص سكر الدم التفاعلي
نقص سكر الدم التفاعلي أو نقص سكر الدم بعد الأكل هو مُصطلحٌ لوصف النوبات المُتكررة من نقص سكر الدم العرضي والتي تحدث في غضون 4 ساعاتٍ بعد تناول وجبة عالية من الكربوهيدرات في الأشخاص المصابين أو غير المُصابين بالسُكري. قد لا يُعتبر المصطلح تشخيصًا لأنه يتطلب تقييمًا لتحديد سبب نقص السكر في الدم.
ترتبط هذه الحالة بالوسائل التي يستخدمها الجسم للتحكم في مستويات سكر الدم، وتوصف بأنها إحساس بالتعب والخمول أو التهيج وأحيانًا بصدع يشبه الصداع الناتج عن شرب الكحول. يمكن تخفيف الأعراض الناتجة عن هذه الحالة إذا مارس المريض نشاط بدني لفترة كافية خلال الساعات القليلة الأولى بعد تناول الطعام.
يُعتقد أن آلية حدوث هذه الحالة يرتبط بارتفاع سريع غير طبيعي في مستوى غلوكوز الدم بعد تناول الطعام، ما يؤدي عادةً إلى إفراز الأنسولين والذي بدوره يؤدي إلى امتصاص سريع للغلوكوز من الأنسجة عن طريق تخزينه كغليكوجين أو دهون أو استخدامه لإنتاج الطاقة. يشار إلى الانخفاض الذي يحدث في نسبة غلوكوز الدم هنا على أنه بسبب استقلاب السكر، وفي حالة نقص سكر الدم التفاعلي يستمر تأثير الأنسولين حتى لو كانت مستويات الغلوكوز والأنسولين في الدم منخفضة، ما يتسبب في انخفاض مستويات الغلوكوز في الدم في نهاية المطاف إلى مستويات أقل من المعدل الطبيعي بكثير.
يجب التفريق بين نوبات نقص سكر الدم التفاعلي والأعراض الناتجة عن تناول كميات كبيرة من البروتين والتي تشبه إلى حدٍّ كبير أعراض نقص سكر الدم التفاعلي، لكن سببها الرئيسي أن أولوية الجسم في هذه الحالة تكون هضم الطعام المبتلع بدلًا من امتصاص السكر في الأمعاء.
يبدو أنه من الصعب معرفة النسبة الدقيقة لانتشار هذه الحالة بسبب عدم وجود تعريف واضح لها، ولذلك يحتفظ الأطباء بمصطلح نقص سكر الدم التفاعلي لوصف الحالة التي ينقص فيها سكر الدم بعد تناول الطعام، مع تحقيق معايير ويبل: نقص موثق في مستويات سكر الدم مع زوال الأعراض عند مستويات السكر، أما الحالات المشابهة فيستخدم لوصفها مصطلح (متلازمة ما بعد الأكل مجهول السبب)، إذ لا يمكن توثيق انخفاض مستويات الغلوكوز في وقت ظهور الأعراض.
قد يطلب الطبيب إجراء اختبار الخضاب الغلكوزي لتأكيد التشخيص، إذ يقيس هذا التحليل متوسط نسبة السكر في الدم خلال شهرين أو ثلاثة أشهر قبل الاختبار، ويمكن كذلك استخدام اختبار تحمل الغلوكوز لمدة 6 ساعات لدراسة التغيرات في مستويات سكر دم المريض قبل تناول مشروب خاص من الغلوكوز وعلى فترات منتظمة خلال الساعات الست التالية لمعرفة ما إذا كان هناك ارتفاع أو انخفاض غير طبيعي في مستويات سكر الدم.
تعتبر توصيات معاهد الصحة الوطنية الأمريكية أن مستويات سكر الدم أقل من 70 ملغ/ديسيلتر في وقت ظهور الأعراض يؤكد تشخيص نقص سكر الدم التفاعلي.

## العلامات والأعراض
تختلف أعراض نقص سكر الدم التفاعلي حسب إماهة المريض وحساسيته لانخفاض تركيز الغلوكوز في الدم.
تظهر الأعراض عادةً خلال أربع ساعات من تناول الكربوهيدرات بكمية كبيرة، تشمل أعراض نقص سكر الدم التفاعلي بالإضافة كلًا ما يلي:
- رؤية مزدوجة أو رؤية ضبابية.
- اضطرابات في التفكير والتركيز.
- أرق.
- خفقان قلب ورجفان.
- إعياء وتعب عام.
- دوار.
- شعور بخفة الرأس.
- تعرق.
- صداع.
- اكتئاب.
- هياج وعصبية.
- تشنج عضلات.
- ارتعاش.
- رغبة في تناول الحلويات.
- زيادة شهية.
- احتقان أنف.
- غثيان وإقياء.
- نوبة هلع.
- خدر وبرودة في الأطراف.
- ارتباك.
- هبات ساخنة.
- مزاج سيء.
- شحوب.
- قلق.
- اضطرابات كلام.
- نعاس ورغبة في النوم.

ترتبط أغلب هذه الأعراض بالجوع، وتشبه إلى حدٍّ كبير أعراض تناول كمية غير كافية من السكر لأن الفيزيولوجيا المرضية هنا تشبه استجابة الجسم لانخفاض مستويات السكر في الدم.